# Renato Sulić

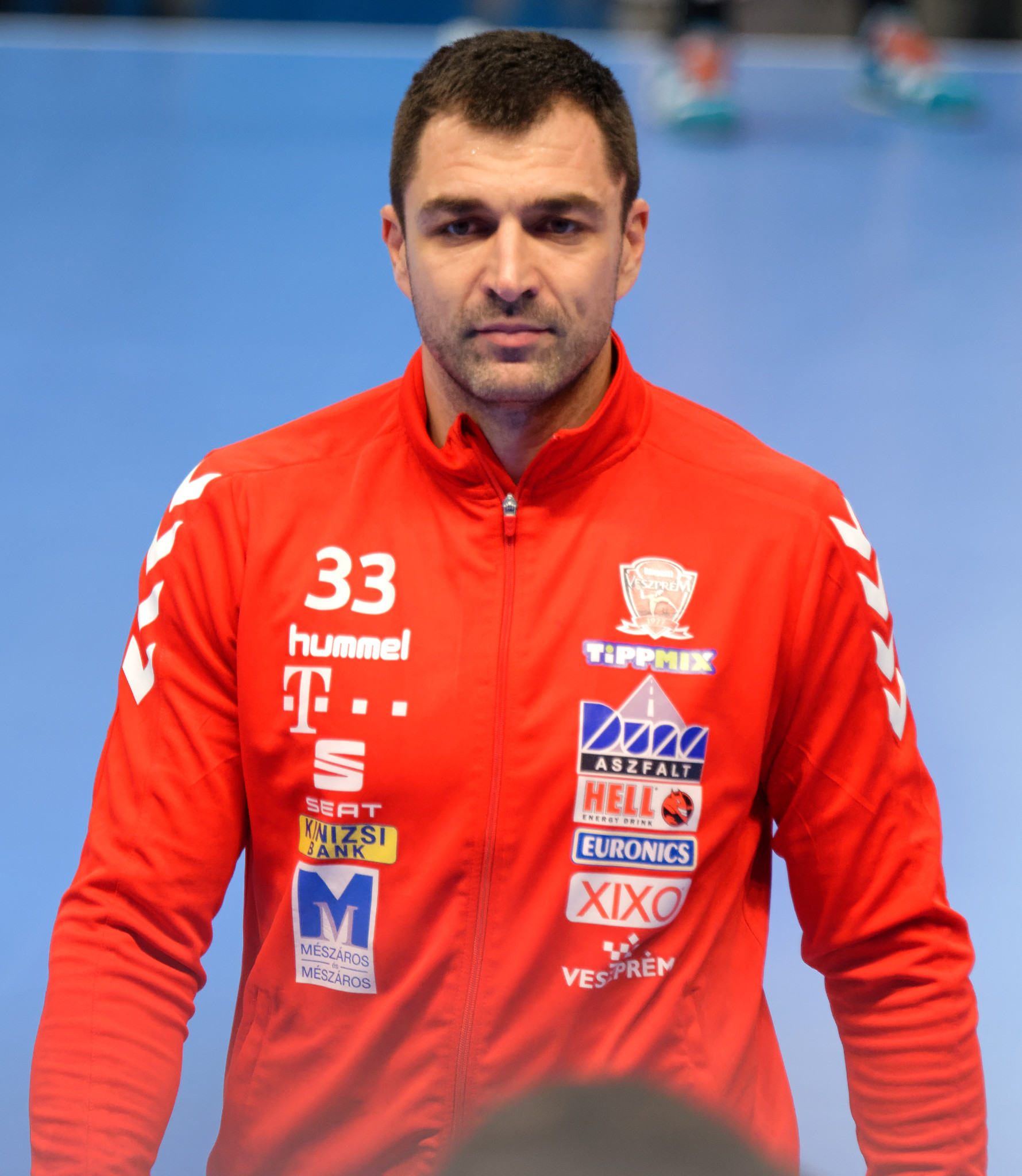
Renato Sulić, 2017.

Renato Sulić, född 12 november 1979 i Rijeka, är en kroatisk handbollsspelare (mittsexa). Han spelade 100 landskamper och gjorde 221 mål för Kroatiens landslag.